# Reguant (Súria)
Reguant és una masia de Súria (Bages) protegida com a Bé Cultural d'Interès Local.

## Descripció
Conjunt d'edificacions situat a l'oest del riu Cardener, zona de Reguant, a l'est de la carretera C-55, quilòmetre 46,5. Es tracta de diverses construccions, entre les quals destaquen la casa i la capella. El cos dedicat a habitatge, consta de tres nivells d'altura, disposició irregular de les obertures i murs en maçoneria. La capella (sense coberta) presenta una inscripció en la llinda de la porta d'entrada: HAEC EST DOMUS DEI 1778.